# Прогрейс, Реджис
Риджис Прогрейс (англ. Regis Prograis; род. 24 января 1989, Новый Орлеан, США) — американский боксёр-профессионал выступающий в первом полусреднем весе (до 63.5 кг). Бывший временный чемпион WBC (2018). Бывший чемпион мира в 1-й полусредней весовой категории по версиям WBA (2019), WBC (2022—2023).
Позиция по рейтингу BoxRec — 27-я (август 2025) и является 8-м среди американских боксёров первой полусредней весовой категории, а по рейтингам основных международных боксёрских организаций занимает: 12-е место рейтинга IBF, входя в ТОП-30 лучших боксеров первой полусредней весовой категории мира.

## Биография
Родился 24 января 1989 года в Новом Орлеане, Луизиана.
В 2005 году, после урагана «Катрина», переехал в Хьюстон, Техас.

## Любительская карьера
Начал заниматься боксом довольно поздно — в 17 лет.

### Чемпионат США[англ.]2010
Выступал в полусредней весовой категории (до 69 кг). В 1/8 финала проиграл Луису Оливаресу.

### Чемпионат США[англ.]2011
Выступал в полусредней весовой категории (до 69 кг). В 1/8 финала победил Брайанта Перреллу. В четвертьфинале победил Алекса Мартина. В полуфинале проиграл Луису Оливаресу. В матче за 3-е место проиграл Вилли Джонсу.
Завершил любительскую карьеру с рекордом 87-7.

## Профессиональная карьера
Дебютировал на профессиональном ринге 28 апреля 2012 года, одержав победу нокаутом в первом же раунде.
Сотрудничал с менеджером Джеем Джонсом и промоутером Лу ДиБеллой.
9 января 2015 года нокаутировал в 5-м раунде бывшего претендента на титул чемпиона мира в двух весовых категориях мексиканца Эктора Веласкеса.

### Чемпионский бой сДжулиусом Индонго
В ноябре 2017 года было объявлено, что Прогрейс должен встретится с экс-чемпионом мира в 1-м полусреднем весе украинцем Виктором Постолом. На кону будет стоять вакантный титул временного чемпиона мира по версии WBC. Поединок был назначен на 9 марта 2018 года. Победитель получает право встретиться с победителем боя между Хосе Рамиресом и Амиром Имамом. В феврале стало известно, что Постол не сможет выйти на ринг из-за травмы. Его заменил экс-чемпион мира в 1-м полусреднем весе намибиец Джулиус Индонго. Прогрейс победил техническим нокаутом во втором раунде, четырежды отправив Индонго в нокдаун. Раз в конце первого раунда и трижды во втором.
14 июля 2018 года нокаутировал в 8-м раунде аргентинца Хуана Хосе Веласко.

### Участие в турниреWorld Boxing Super Series

#### Четвертьфинал. Бой с Терри Флэнаганом
27 октября 2018 года победил по очкам экс-чемпиона мира в лёгком весе британца Терри Флэнагана.

#### Полуфинал. Бой с Кириллом Релихом
27 апреля 2019 года нокаутировал в 6-м раунде чемпиона мира по версии WBA белоруса Кирилла Релиха.

#### Финал. Бой с Джошем Тейлором
26 октября 2019 года встретился с чемпионом мира в 1-м полусреднем весе по версии IBF не имеющем поражений британцем Джош Тейлор. На кону также стоял вакантный титул The Ring. Проиграл по очкам.

### Чемпионский бой с Хосе Сепедой
26 ноября 2022 года нокаутировал в 11-м раунде американца Хосе Сепеду и завоевал вакантный титул чемпиона мира по версии WBC в 1-м полусреднем весе.
В мае 2023 года подписал контракт с промоутером Эдди Хирном («Matchroom Sport»).
17 июня 2023 года победил пуэрториканца Данелито Зорилью и защитил титул.
9 декабря 2023 года проиграл экс-чемпиону мира в лёгком весе американцу Девину Хейни и потерял титул.

#### Бой с Джеком Кэттероллом
26 октября 2024 года в Манчестере, Великобритания провел 12-раундовый бой против бывшего претендента Джека Кэттеролла. Стартовые раунды остались за американцем который был быстрее и активней чем Кэттеролл. Однако британец достойно ответил в двух следующих трехминутках где у него были точные моменты. В конце 5-го раунда Реджис попадает джебом ловя Кэттеролла в разбалансированном состоянии. Рефери отсчитывает, раунд заканчивается. Почувствовав успех Реджис становится ещё более активным, но снизилась точность. В 9-м раунде Джек смог сполна реваншироваться с нокдауном, а за десять секунду до гонга он послал Прогрейса на пол снова. Чемпионские раунды так же остались за британцем. Судьи отдали британскому фавориту: 117—108, 116—109 (дважды).

#### Бой с Джозефом Диасом
2 августа 2025 года в Чикаго (США) состоялся вечер бокса ОДЛХ, где в соглавном бою два бывших чемпиона мира устроили зрелищный бой. Экс-чемпион во 2-м полулёгком весе Джозеф Диас сразу удивил всех. В первом же раунде он смог потрясти Реджиса левым боковым. До конца раунда он был под градом ударов с трудом дотянув до гонга. Во второй трехминутке Прогрейс действовал осторожно и осмотрительно, но в конце раунда снова пропустил на ближней. В следующих раундах Реджис подстроился к боксу соперника, работал на дистанции и уделял большое внимание джебу. Диас стал больше пропускать, количество ударов снизилось. Положение Джозефа ухудшала сечка от столкновения головами. Он был осмотрен доктором и рефери, они продолжительное время совещались. Вторая половина боя была равная с удачными моментами обоих. Диас в концовке получил ещё одно рассечение и его чуть не сняли с боя. Счёт боя был близким: 96—94х2, 98—92 в пользу Реджиса.

## Статистика профессиональных боёв
В таблице перечислены результаты всех поединков боксёров.
В каждой строке указан результат поединка. Дополнительно номер поединка обозначен цветом, который обозначает итог поединка. Расшифровка обозначений и цветов представлена в нижеследующей таблице.
| Пример | Расшифровка                     |
| ------ | ------------------------------- |
|        | Победа                          |
|        | Ничья                           |
|        | Поражение                       |
|        | Планируемый поединок            |
|        | Поединок признан несостоявшимся |
| КО     | Нокаут                          |
| ТКО    | Технический нокаут              |
| PTS    | Решение судей (по очкам)        |
| UD     | Единогласное решение судей      |
| MD     | Решение большинства судей       |
| SD     | Раздельное решение судей        |
| RTD    | Отказ от продолжения боя        |
| DQ     | Дисквалификация                 |
| NC     | Поединок признан несостоявшимся |

| 33 поединка, 30 побед (24 нокаутом), 3 поражения. | 33 поединка, 30 побед (24 нокаутом), 3 поражения. | 33 поединка, 30 побед (24 нокаутом), 3 поражения. | 33 поединка, 30 побед (24 нокаутом), 3 поражения.          | 33 поединка, 30 побед (24 нокаутом), 3 поражения. | 33 поединка, 30 побед (24 нокаутом), 3 поражения. | 33 поединка, 30 побед (24 нокаутом), 3 поражения. |
| Бой                                               | Дата                                              | Соперник                                          | Место проведения                                           | Результат                                         | Примечание |                                                   |
| ------------------------------------------------- | ------------------------------------------------- | ------------------------------------------------- | ---------------------------------------------------------- | ------------------------------------------------- | --- | ------------------------------------------------- |
| 33                                                | 2 августа 2025                                    | Джозеф Диас (34-7-1)                              | Credit Union 1 Arena, Чикаго, Иллинойс, США                | UD 10                                             | Счёт: 98-92 и 96-94 (дважды). |                                                   |
| 32                                                | 26 октября 2024                                   | Джек Каттералл (29-1)                             | Co-op Live, Манчестер, Англия, Великобритания              | UD 12                                             | Бой за вакантный титул WBO International в 1-м полусреднем весе. Каттералл в нокдауне в 5-м раунде. Прогрейс два раза в нокдауне в 9-м раунде. Счёт: 108-117 и 109-116 (дважды).                                             |                                                   |
| 31                                                | 9 декабря 2023                                    | Девин Хейни (30-0)                                | Сан-Франциско, Калифорния, США                             | UD 12                                             | Бой за титул WBC (2-я защита Прогрейса) в 1-м полусреднем весе. Прогрейс в нокдауне в 3-м раунде. Счёт: 107-120 (все). |                                                   |
| 30                                                | 17 июня 2023                                      | Данелито Зорилья (17-1)                           | Смути-кинг-центр, Новый Орлеан, Луизиана, США              | SD 12                                             | Защитил титул чемпиона мира по версии WBC в 1-м полусреднем весе (1-я защита Прогрейса). Зорилья в нокдауне в 3-м раунде. Счёт: 117-110, 113-114, 118-109.                                                                   |                                                   |
| 29                                                | 26 ноября 2022                                    | Хосе Сепеда (36-2)                                | Dignity Health Sports Park, Карсон, Калифорния, США        | KO 11 (12), 0:59                                  | Завоевал вакантный титул чемпиона мира по версии WBC в 1-м полусреднем весе. |                                                   |
| 28                                                | 19 марта 2022                                     | Тайронн Маккенна (22-2-1)                         | Aviation Club Tennis Centre, Дубай, ОАЭ                    | TKO 6 (10), 1:40                                  | Маккенна в нокдауне во 2-м раунде. |                                                   |
| 27                                                | 17 апреля 2021                                    | Иван Редкач (23-5-1)                              | Атланта, Джорджия, США                                     | TD 6 (10), 1:21                                   | |                                                   |
| 26                                                | 31 октября 2020                                   | Хуан Эральдес (16-0-1)                            | Alamodome, Сан-Антонио, Техас, США                         | TKO 3 (10), 1:23                                  | |                                                   |
| 25                                                | 26 октября 2019                                   | Джош Тейлор (15-0)                                | O2 Арена, Лондон, Англия, Великобритания                   | MD 12                                             | Бой за титулы чемпиона мира по версиям WBA Super (1-я защита Прогрейса), IBF (1-я защита Тейлора) и титула WBC Diamond (3-я защита Прогрейса) в 1-м полусреднем весе. Финал турнира WBSS 2. Счёт: 117-112, 115-113, 114-114. |                                                   |
| 24                                                | 27 апреля 2019                                    | Кирилл Релих (23-2)                               | Cajundome, Лафейетт, Луизиана, США                         | TKO 6 (12), 1:36                                  | Завоевал титул чемпиона мира по версии WBA (2-я защита Релиха) и защитил титул по версии WBC Diamond (2-я защита Прогрейса) в 1-м полусреднем весе. Полуфинал WBSS 2.                                                        |                                                   |
| 23                                                | 27 октября 2018                                   | Терри Флэнаган (33-1)                             | Lakefront Arena, Новый Орлеан, Луизиана, США               | UD 12                                             | Счёт: 117-110, 118-109, 119-108. Защитил титул чемпиона по версии WBC Diamond (1-я защита Прогрейса) в 1-м полусреднем весе. Флэнаган в нокдауне в 8-м раунде. Четвертьфинал WBSS 2.                                         |                                                   |
| 22                                                | 14 июля 2018                                      | Хуан Хосе Веласко (20-0)                          | Lakefront Arena, Новый Орлеан, Луизиана, США               | TKO 8 (12), 1:59                                  | Завоевал вакантный титул чемпиона по версии WBC Diamond в 1-м полусреднем весе. |                                                   |
| 21                                                | 9 марта 2018                                      | Джулиус Индонго (22-1-0)                          | Buffalo Run Casino, Майами, Оклахома, США                  | TKO 2 (12) 2:54                                   | Завоевал титул временного чемпиона мира по версии WBC в 1-м полусреднем весе. |                                                   |
| 20                                                | 9 июня 2017                                       | Хоэль Диас-младший (23-0-0)                       | Turning Stone Resort Casino, Верона, Нью-Йорк, США         | TKO 2 (10), 2:55                                  | Титул NABF в 1-м полусреднем весе (2-я защита Прогрейса). Диас четыре раза в нокдауне во 2-м раунде. |                                                   |
| 19                                                | 11 февраля 2017                                   | Вильфридо Буэльвас (18-6-0)                       | Hard Rock Casino, Билокси, Миссисипи, США                  | KO 1 (10), 2:07                                   | Титул NABF в 1-м полусреднем весе (1-я защита Прогрейса). |                                                   |
| 18                                                | 25 июня 2016                                      | Луис Эдуардо Флорес (21-3-0)                      | Барклайс-центр, Бруклин, Нью-Йорк, США                     | TKO 4 (10), 1:47                                  | Вакантный титул NABF в 1-м полусреднем весе. |                                                   |
| 17                                                | 25 марта 2016                                     | Аарон Эррера (29-4-1)                             | Buffalo Run Casino, Майами, Оклахома, США                  | KO 1 (10), 2:17                                   | |                                                   |
| 16                                                | 11 декабря 2015                                   | Абель Рамос (14-0-2)                              | Bayou Event Center, Хьюстон, Техас, США                    | RTD 8 (10),3:00                                   | Вакантный титул NABF Junior в 1-м полусреднем весе. |                                                   |
| 15                                                | 7 августа 2015                                    | Эймос Коварт (11-0-1)                             | Бэллис, Атлантик-Сити, Нью-Джерси, США                     | UD 8                                              | Счёт: 79-71 и 80-72 (дважды). |                                                   |
| 14                                                | 17 апреля 2015                                    | Абрахам Альварес (19-7-1)                         | Мохеган-сан, Анкасвилл, Коннектикут, США                   | TKO 1 (6), 1:28                                   | |                                                   |
| 13                                                | 9 января 2015                                     | Эктор Веласкес (56-24-3)                          | Morongo Casino, Resort & Spa, Кабазон, Калифорния, США     | KO 5 (8), 2:59                                    | |                                                   |
| 12                                                | 6 ноября 2014                                     | Джефф Хампфри (2-0-0)                             | Evangeline Downs Casino, Опелузас, Луизиана, США           | KO 1 (6), 1:43                                    | |                                                   |
| 11                                                | 8 октября 2014                                    | Марио Эрмосильо (12-14-4)                         | Beau Rivage Resort & Casino, Билокси, Миссисипи, США       | TKO 4 (6), 1:24                                   | Эрмосильо в нокдауне во 2-м и 4-м раундах. |                                                   |
| 10                                                | 27 июня 2014                                      | Мартес Логан (26-56-2)                            | Houston Athletic Fencing Center, Хьюстон, Техас, США       | TKO 2 (4), 0:31                                   | |                                                   |
| 9                                                 | 7 июня 2014                                       | Аарон Андерсон (3-29-0)                           | Jackson County Civic Center, Паскагула, Миссисипи, США     | TKO 5 (6)                                         | |                                                   |
| 8                                                 | 24 апреля 2014                                    | Фелипе Рейес (5-1-0)                              | Anatole Hotel, Даллас, Техас, США                          | TKO 6 (6), 2:45                                   | |                                                   |
| 7                                                 | 30 ноября 2013                                    | Мигель Альварес (10-11-1)                         | Belle of Baton Rouge Casino, Батон-Руж, Луизиана, США      | TKO 3 (4), 2:59                                   | |                                                   |
| 6                                                 | 3 октября 2013                                    | Джеймс Гаррисон (3-4-1)                           | Gretna Heritage Festival, Гретна, Луизиана, США            | UD 6                                              | Гаррисон в нокдауне во 2-м раунде. Счёт: 59-54 и 60-53 (дважды). |                                                   |
| 5                                                 | 6 июня 2013                                       | Адауто Гонсалес (10-8-0)                          | Landmark Hotel, Метари, Луизиана, США                      | UD 4                                              | Счёт: 40-36 (все). |                                                   |
| 4                                                 | 10 января 2013                                    | Дэвид Грин (2-13-1)                               | Bayou Event Center, Хьюстон, Техас, США                    | TKO 2 (4), 2:59                                   | |                                                   |
| 3                                                 | 30 ноября 2012                                    | Энтони Литтл (дебют)                              | Hurst Conference Center, Хёрст, Техас, США                 | TKO 2 (4), 2:19                                   | |                                                   |
| 2                                                 | 25 августа 2012                                   | Аарон Андерсон (2-15-0)                           | Charles T. Doyle Convention Center, Техас-Сити, Техас, США | KO 4 (4), 2:20                                    | |                                                   |
| 1                                                 | 28 апреля 2012                                    | Карл Альмироль (0-1-0)                            | The Royal Palace, Хьюстон, Техас, США                      | KO 1 (4), 2:01                                    | |                                                   |
| Бой                                               | Дата                                              | Соперник                                          | Место проведения                                           | Результат                                         | Примечание |                                                   |

## Титулы и достижения

### Региональные и второстепенные
- Титул NABF Junior в 1-м полусреднем весе (2015).
- Титул NABF в 1-м полусреднем весе (2016—2017).
- Титул WBC Diamond в 1-м полусреднем весе (2018—2019).

### Мировые
- 2018 —  Временный чемпион мира по версии WBC в первом полусреднем весе (до 63 кг)
- 2019 —  Чемпион мира по версии WBA в первом полусреднем весе (до 63 кг)

## Семья
Женат. Есть сын.